# Claude-Emmanuelle Yance
Claude-Emmanuelle Yance, de son véritable nom Lise Lachance(née à Huntingdon (Québec, Canada) en 1941), est une nouvelliste et romancière québécoise.
Son premier recueil de nouvelles, Mourir comme un chat, s'est vu décerner le prix Adrienne-Choquette en 1987.

## Biographie
Née à Huntingdon le 18 juillet 1941, Lise Lachance étudie d'abord de 1958 à 1962 au collège Notre-Dame de l'Assomption, à Nicolet, où elle obtient son baccalauréat ès arts, avant de compléter en 1974 une maîtrise en littérature française à l'Université Laval. 
Elle a enseigné au Québec et à l'étranger, entre autres en Nouvelle-Calédonie de 1974 à 1985, puis a séjourné deux ans à Paris, avant de revenir au pays. Elle choisit alors de se consacrer à l'écriture, notamment sous le nom de plume de Claude-Emmanuelle Yance, en collaborant en parallèle à des revues spécialisées et en œuvrant comme conseillère littéraire dans le milieu de l'édition.
Le prix Adrienne-Choquette, destiné à reconnaître l'excellence du travail d'un auteur de nouvelles, lui a été décerné en 1987 pour son premier recueil de nouvelles, Mourir comme un chat.

## Œuvres
- Mourir comme un chat, L'Instant même, 1987, recueil de nouvellesPrix littéraire Adrienne-Choquette, 1987
- Alchimie de la douleur, Boréal, 1991, recueil de nouvelles
- Cages, Lévesque, 2011, recueil de nouvelles
- La Mort est un coucher de soleil, Lévesque, 2013, roman
- L'Île au Canot, Lévesque, 2016, roman
- L'Ère des enfants tristes, Lévesque, 2019, recueil de nouvelles
- Un monde sans mères, 2022, roman